# 酸化ラジウム
酸化ラジウム（さんかラジウム、Radium oxide）は、化学式RaOで表されるラジウムと酸素の無機化合物である。

## 合成
金属ラジウムを空気中で熱することで得られる。
2Ra + O
2  →  2RaO
この反応により窒化ラジウムも生成され、過酸化ラジウムも生成されうる。
3Ra + N
2  →  Ra
3N
2
Ra + O
2  →  RaO
2

## 化学的性質
水と反応し、水酸化ラジウムを形成する。
RaO + H
2O  →  Ra(OH)
2

## 用途
放射線治療で使用される他のラジウム化合物を作るための前駆体としてしばしば用いられる。